# Olympische Jugend-Sommerspiele 2010/Reiten
| Reiten bei den I. Olympischen Jugend-Sommerspielen | Reiten bei den I. Olympischen Jugend-Sommerspielen |
| Olympische Ringe · Reiten                          | Olympische Ringe · Reiten                          |
| Informationen                                      | Informationen                                      |
| -------------------------------------------------- | -------------------------------------------------- |
| Teilnehmer:                                        | 30 Athleten                                        |
| Datum:                                             | 18. August–24. August                              |
| Austragungsort:                                    | Singapore Turf Riding Club                         |
| Wettkampfort:                                      | Singapur                                           |
| Entscheidungen:                                    | 2                                                  |
|                                                    | Nanjing 2014 →                                     |
| Olympische Ringe                                   | Reiten                                             |

| Olympische Jugend-Sommerspiele 2010 (Medaillenspiegel Reiten) | Olympische Jugend-Sommerspiele 2010 (Medaillenspiegel Reiten) | Olympische Jugend-Sommerspiele 2010 (Medaillenspiegel Reiten) | Olympische Jugend-Sommerspiele 2010 (Medaillenspiegel Reiten) | Olympische Jugend-Sommerspiele 2010 (Medaillenspiegel Reiten) | Olympische Jugend-Sommerspiele 2010 (Medaillenspiegel Reiten) |
| Platz                                                         | Mannschaft                                                    | Goldmedaillen                                                 | Silbermedaillen                                               | Bronzemedaillen                                               | Gesamt                                                        |
| ------------------------------------------------------------- | ------------------------------------------------------------- | ------------------------------------------------------------- | ------------------------------------------------------------- | ------------------------------------------------------------- | ------------------------------------------------------------- |
| 01                                                            | Gemischte Mannschaft                                          | 1                                                             | 1                                                             | 1                                                             | 3                                                             |
| 02                                                            | Uruguay                                                       | 1                                                             | —                                                             | —                                                             | 1                                                             |
| 03                                                            | Kolumbien                                                     | —                                                             | 1                                                             | —                                                             | 1                                                             |
| 04                                                            | Saudi-Arabien                                                 | —                                                             | —                                                             | 1                                                             | 1                                                             |

Bei den Olympischen Jugend-Sommerspielen 2010 in Singapur wurden vom 18. bis 24. August zwei Wettbewerbe im Reitsport ausgetragen. Die Wettkämpfe fanden im Singapore Turf Riding Club statt.
Die Reiter starteten hierbei nicht mit eigenen Pferden, sondern mit Leihpferden, die ihnen zugelost wurden.

## Springreiten

### Einzel
| Platz | Land | Athlet                                | Strafpunkte nach zwei Umläufen | Strafpunkte im Stechen | Zeit im Stechen |
| ----- | ---- | ------------------------------------- | ------------------------------ | ---------------------- | --------------- |
| 1     | URU  | Marcelo Chirico auf Links Hot Gossip  | 0                              | 0                      | 42,35 s         |
| 2     | COL  | Mario Gamboa auf LH Titan             | 0                              | 14                     | 60,63 s         |
| 3     | KSA  | Dalma Rushdi Malhas auf Flash Top Hat | 4                              | 0                      | 38,05 s         |

Die Finalwettkämpfe wurden am 24. August ausgetragen.
- Der einzige Reiter, der über alle drei Runden der Einzelwertung fehlerfrei blieb, war der Goldmedaillengewinner Marcelo Chirico. Der Zweitplatzierte Mario Gamboa blieb ebenfalls in den ersten beiden Umläufen fehlerfrei, leistete sich im abschließenden Stechen um Platz eins jedoch 14 Strafpunkte. In einem zweiten Stechen starteten die sechs Teilnehmer, die nach dem ersten beiden Umläufen vier Strafpunkte verbuchen mussten. Dieses Stechen gewann Dalma Rushdi Malhas, die zugleich die erste Frau aus Saudi-Arabien überhaupt war, die an olympischen Wettbewerben teilnahm.[1]

### Mannschaft
| Platz | Land                 | Athlet | Strafpunkte nach zwei Umläufen | Strafpunkte im Stechen | Zeit im Stechen |
| ----- | -------------------- | --- | ------------------------------ | ---------------------- | --------------- |
| 1     | Gemischte Mannschaft | Martin Fuchs ( SUI) auf Midnight Mist Wojciech Dahlke ( POL) auf Travelling Soldior Valentina Isoardi ( ITA) auf Alloria Thomas Carian Scudamore ( GBR) auf Mighty McGyver Nicola Philippaerts ( BEL) auf Gippsland Girl | 8                              | 4                      | 141,03 s        |
| 2     | Gemischte Mannschaft | Lai Zin-man ( HKG) auf Butterfly Kisses Jake Lambert ( NZL) auf Le Lucky Xu Zhengyang ( CHN) auf Foxdale Villarni Sultan al-Tooqi ( OMA) auf Joondooree Farms Thomas McDermott ( AUS) auf Hugo                           | 8                              | 4                      | 154,26 s        |
| 3     | Gemischte Mannschaft | Yara Hanssen ( ZIM) auf Ap Akermanis Zakaria Hamici ( ALG) auf Aph Mr Sheen Abduladim Mlitan ( LIB) auf Belcam Hinnerk Mohamed Abdalla ( EGY) auf Buzzword Samantha McIntosh ( RSA) auf Little Miss Sunshine             | 8                              | 24                     | 157,46 s        |

Die Finalwettkämpfe wurden am 20. August ausgetragen.
- In der Mannschaftswertung wurden die Reiter in sechs Kontinentalmannschaften zu je fünf Startern eingeteilt. Von den fünf Reitern pro Mannschaft kamen pro Umlauf die drei besten Ergebnisse in die Wertung.